# Calloruza pulchra
Calloruza pulchra är en fjärilsart som beskrevs av George Thomas Bethune-Baker 1906. Calloruza pulchra ingår i släktet Calloruza och familjen nattflyn. Inga underarter finns listade i Catalogue of Life.